# Satoru Oki
Satoru Oki (大木 暁 Oki Satoru?, nacido el 8 de diciembre de 1992 en Tokio) es un futbolista japonés que se desempeña como defensa.

## Trayectoria

### Clubes
| Club               | País  | Año         |
| ------------------ | ----- | ----------- |
| Tokyo Verdy        | Japón | 2015 - 2016 |
| AC Nagano Parceiro | Japón | 2017        |

## Estadística de carrera

### J. League
| Club               | Año   | J. League | J. League | Copa J. League | Copa J. League | Total | Total |
| Club               | Año   | Part.     | Goles     | Part.          | Goles          | Part. | Goles |
| ------------------ | ----- | --------- | --------- | -------------- | -------------- | ----- | ----- |
| Tokyo Verdy        | 2015  | 5         | 0         | -              | -              | 5     | 0     |
| Tokyo Verdy        | 2016  | 9         | 0         | -              | -              | 9     | 0     |
| AC Nagano Parceiro | 2017  | 1         | 0         | -              | -              | 1     | 0     |
| Total              | Total | 15        | 0         | 0              | 0              | 15    | 0     |